# Ruhstorf an der Rott

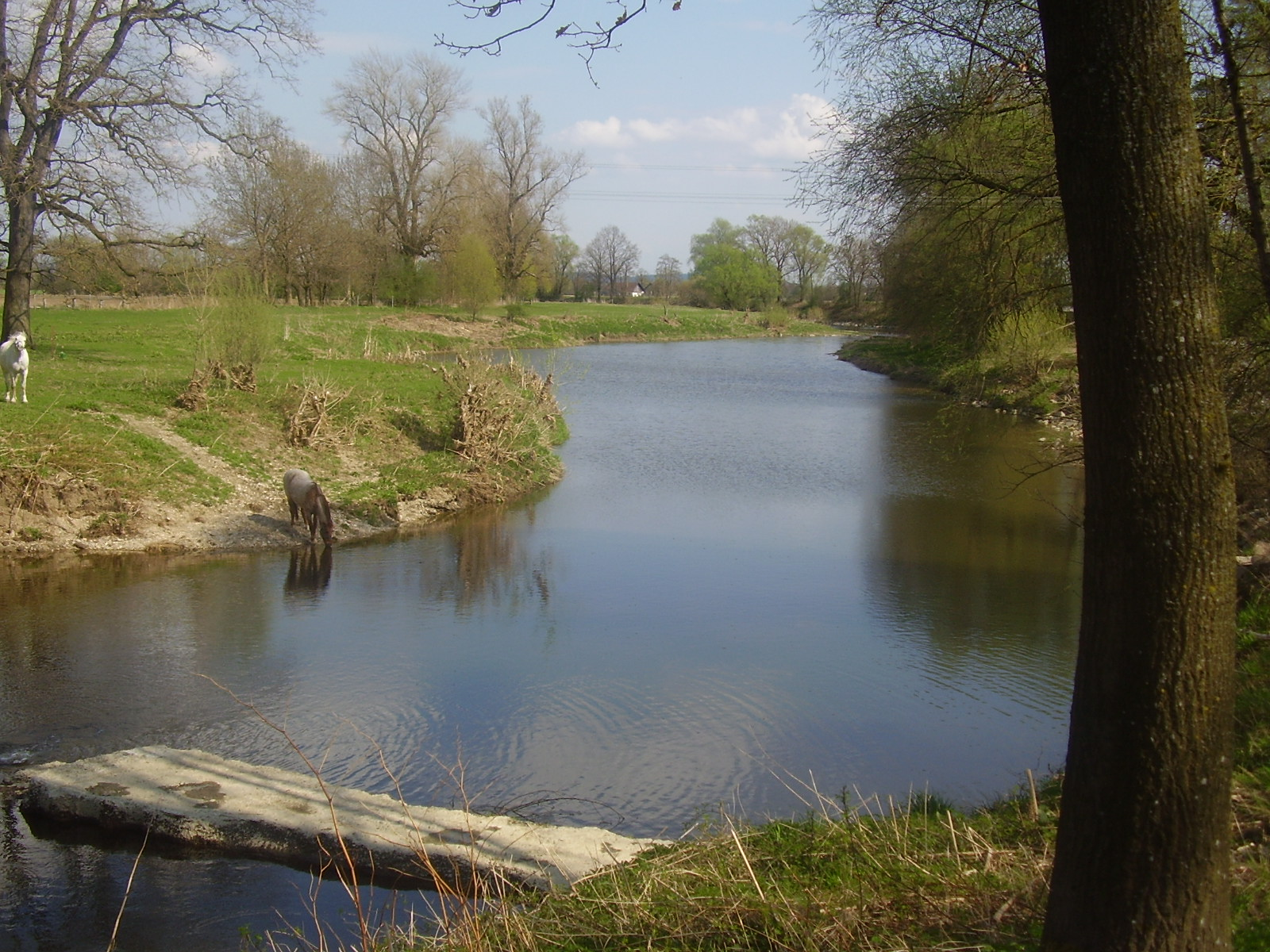
Die Rott bei Frimhöring

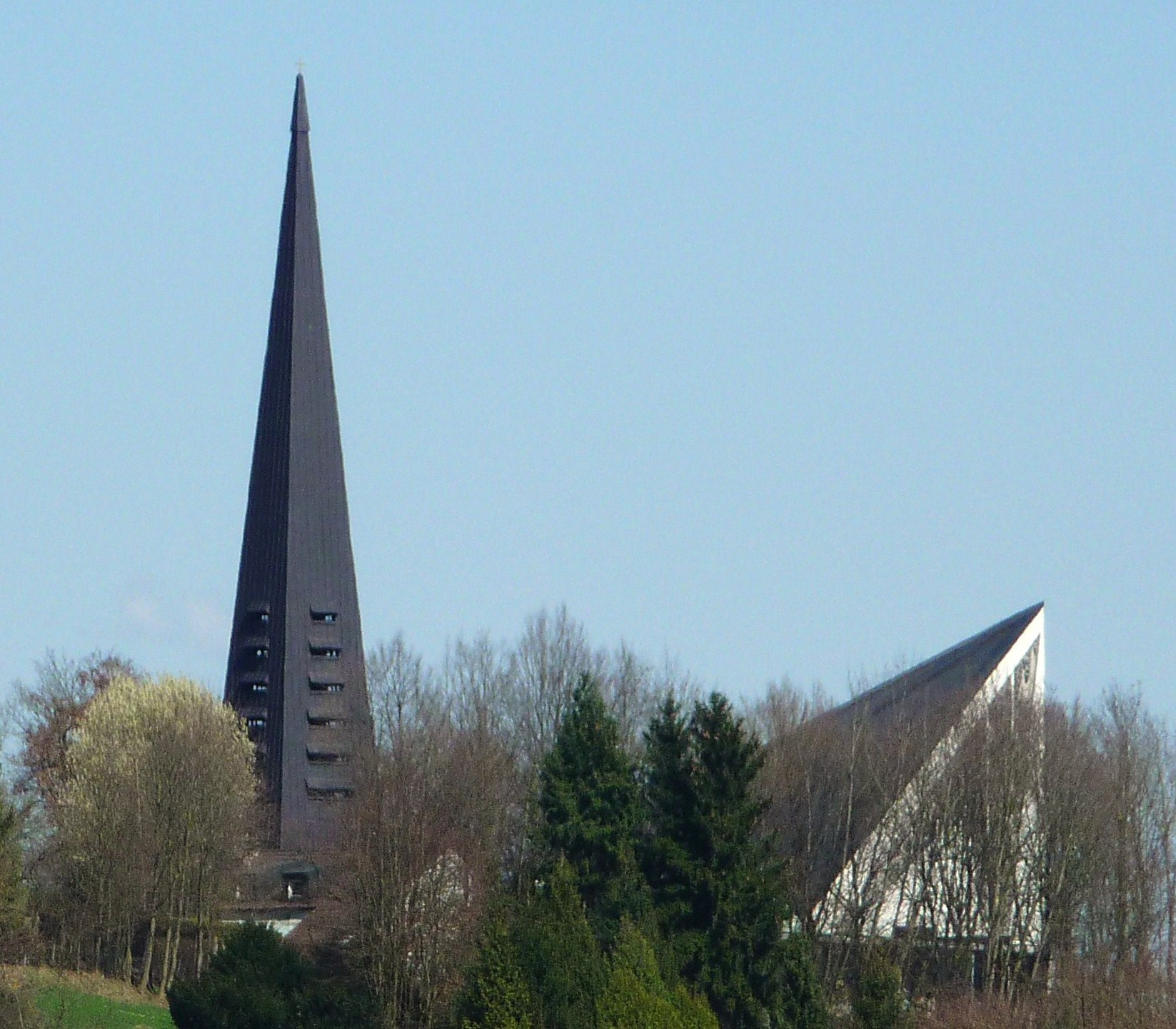
Die Pfarrkirche Christus der König

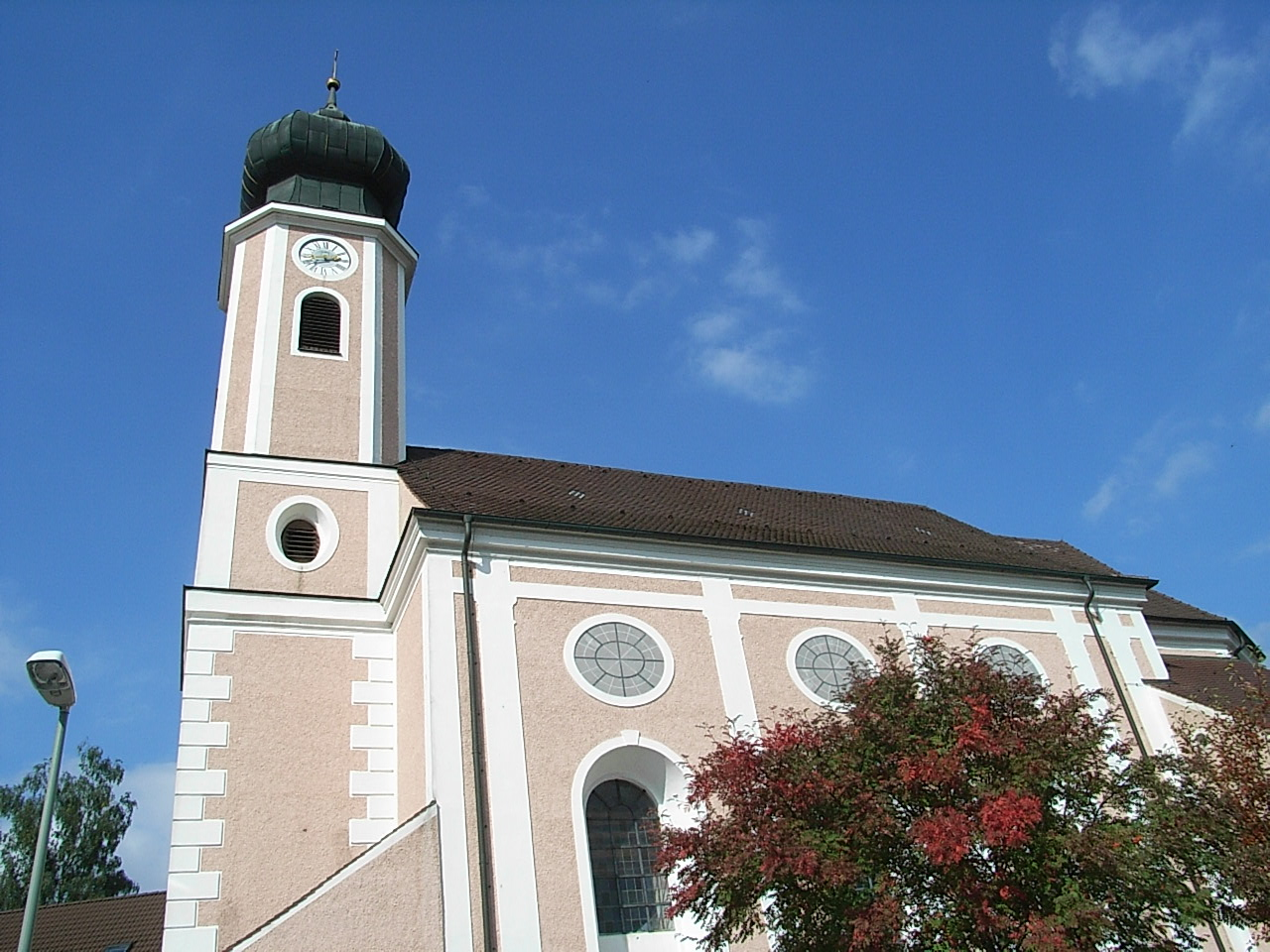
Die Marienkirche in Ruhstorf

Ruhstorf an der Rott (amtlich: Ruhstorf a.d.Rott [sic]) ist ein Markt im niederbayerischen Landkreis Passau.

## Geografie
Der Markt liegt im unteren Rottal, am Rand des Niederbayerisches Bäderdreiecks. Das Gemeindegebiet umfasst etwa 51 Quadratkilometer. Die Grenze zu Österreich ist zehn Kilometer entfernt.

### Nachbargemeinden
- Pocking
- Tettenweis
- Bad Griesbach im Rottal
- Fürstenzell
- Neuhaus am Inn
- Ortenburg

### Gemeindegliederung
Es gibt 74 Gemeindeteile:
- Anger
- Asenham
- Au
- Barhof
- Basendobl
- Berg
- Berging
- Buch
- Buchet
- Dobl
- Eden
- Eglsee
- Eholfing
- Eiching
- Erbersdobl
- Essenbach
- Euling
- Feiln
- Freiung
- Frimhöring
- Gänshall
- Grund
- Hader
- Hausmanning
- Heigerding
- Heigerting
- Heinrichsdobl
- Henning
- Hindlau
- Hochhaus
- Höhenmühle
- Holzhäuser
- Holzöd
- Hörgertsham
- Hotting
- Hötzling
- Humpertsau
- Hütting
- Kapsreit
- Kleeberg
- Kohlpoint
- Kroneck
- Krottenberg
- Kühweid
- Leopoldsruh
- Liegharting
- Lindau
- Maierhof
- Mitterdorf
- Neudöbl
- Niederhofen
- Niederreith
- Oberreith
- Piesting
- Pillham
- Reiserfeld
- Reschau
- Rosenberg
- Rottersham
- Rotthof
- Ruhstorf a.d.Rott
- Schenkendobl
- Schindelwöhr
- Schmidham
- Sicking
- Steindorf
- Steinwies
- Stockland
- Sulzbach a.Inn
- Trostling
- Vorreith
- Wehrhäuser
- Winkl
- Zeintlmühle

## Geschichte

### Bis zur Gemeindegründung
Der Ort wurde bereits 795 als „Ezzinpah“ erwähnt unter Bezugnahme auf einen Bach, der dort in die Rott mündet. Im 12. Jahrhundert erschienen verschiedene Formen des heutigen Namens, 1188 „Ruzsdorf“ und bereits um 1230 „Ruhstorf“. Der Name bezieht sich auf die Lage des Dorfes an der Rott.
Im ausgehenden 13. Jahrhundert trat mit Wernhero Walchuno de Ruestorf erstmals das Geschlecht der Ruhstorfer auf. Es handelte sich um bedeutende Ministerialen der Wittelsbacher, die bis zu ihrem Aussterben im Jahr 1735 im Besitz der offenen Hofmark Ruhstorf waren. Anschließend ging die Hofmark in den Besitz der Grafen Fränking über. Danach hatten sie die Grafen von Taufkirchen bis ins 19. Jahrhundert inne.
Ruhstorf an der Rott gehörte zum Rentamt Landshut und zum Landgericht Griesbach des Kurfürstentums Bayern. Im Zuge der Verwaltungsreformen in Bayern entstand mit dem Gemeindeedikt von 1818 die heutige Gemeinde.

### 19. bis 21. Jahrhundert

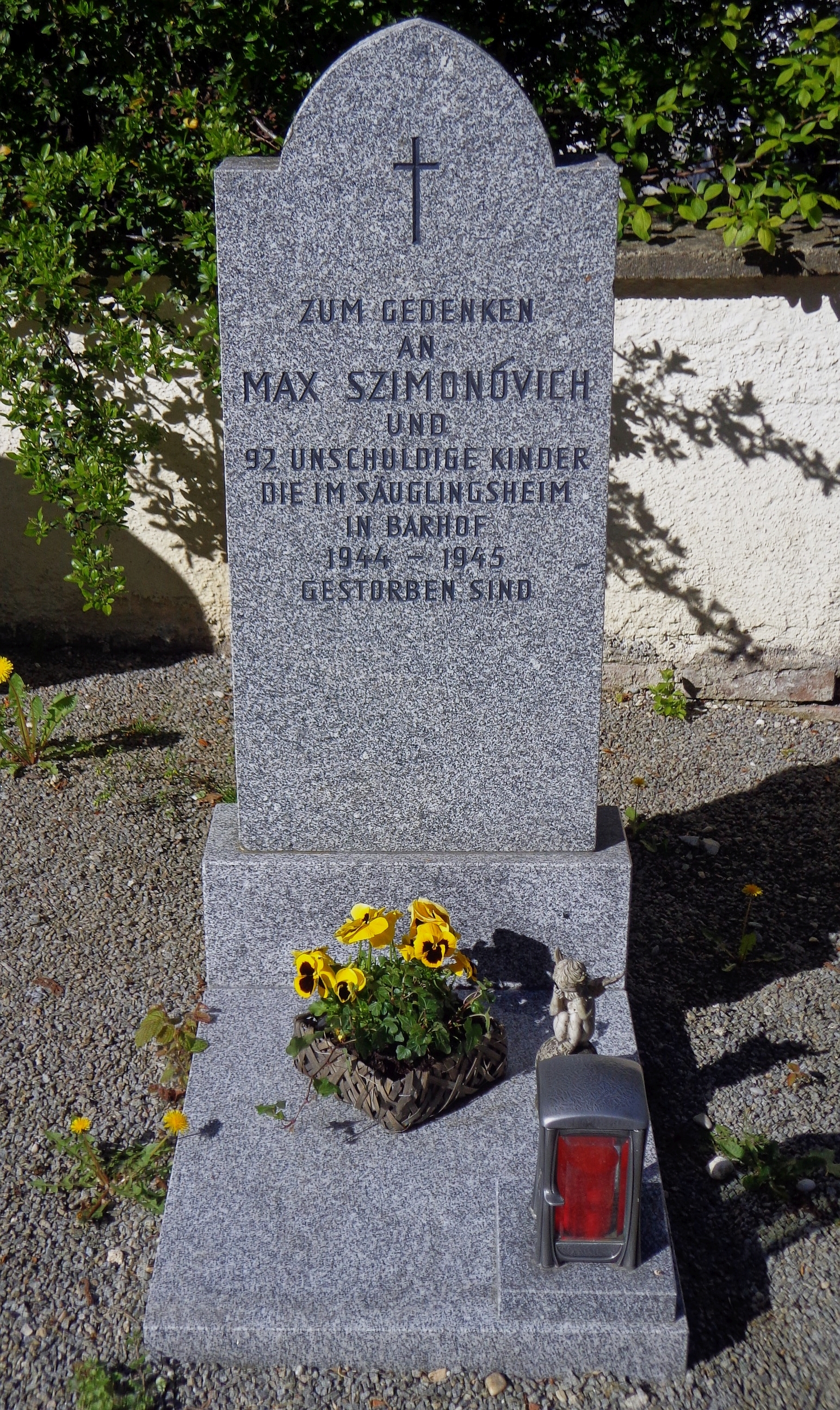
Friedhof Hader: Denkmal für die Kinder von Barhof

Am 1. September 1877 erhielt Ruhstorf mit der Eröffnung der Rottalbahn einen Eisenbahnanschluss. 1895 gründete Heinrich Loher in Ruhstorf eine Reparaturwerkstätte für landwirtschaftliche Maschinen, aus der sich die Loher GmbH entwickelte. Der zweite bodenständige Industriebetrieb, die Motorenfabrik Hatz, wurde 1880 von Mathias Hatz gegründet.
Neben den Arbeitsstellen entstanden auch Wohnungen, zudem siedelten sich nach dem Ende des Zweiten Weltkrieges viele Heimatvertriebene in Ruhstorf an. 1973 arbeiteten bei Hatz und Loher rund 2300 Mitarbeiter. Zusammen mit der Nachbarstadt Pocking ist Ruhstorf im Landesentwicklungsprogramm Bayern als gemeinsames Mittelzentrum eingestuft.
Am 29. November 2008 wurde die Gemeinde zum Markt erhoben.

### Eingemeindungen
Im Zuge der Gebietsreform in Bayern kamen am 1. Januar 1972 die Gemeinden Schmidham und Hütting und Teile der Gemeinde Eglsee zu Ruhstorf, am 1. Juli 1972 folgten Eholfing und ein Teil von Sulzbach am Inn.

### Einwohnerentwicklung
Im Zeitraum 1988 bis 2018 wuchs die Gemeinde von 5780 auf 7066 um 1286 Einwohner bzw. um 22,3 %.
| Jahr | Einwohner |
| ---- | --------- |
| 1840 | 3363      |
| 1939 | 3791      |
| 1950 | 5948      |
| 1961 | 5661      |
| 1970 | 5865      |
| 1991 | 5979      |
| 1995 | 6210      |
| 2005 | 7069      |
| 2010 | 7038      |
| 2015 | 6944      |
| 2016 | 7062      |

## Politik

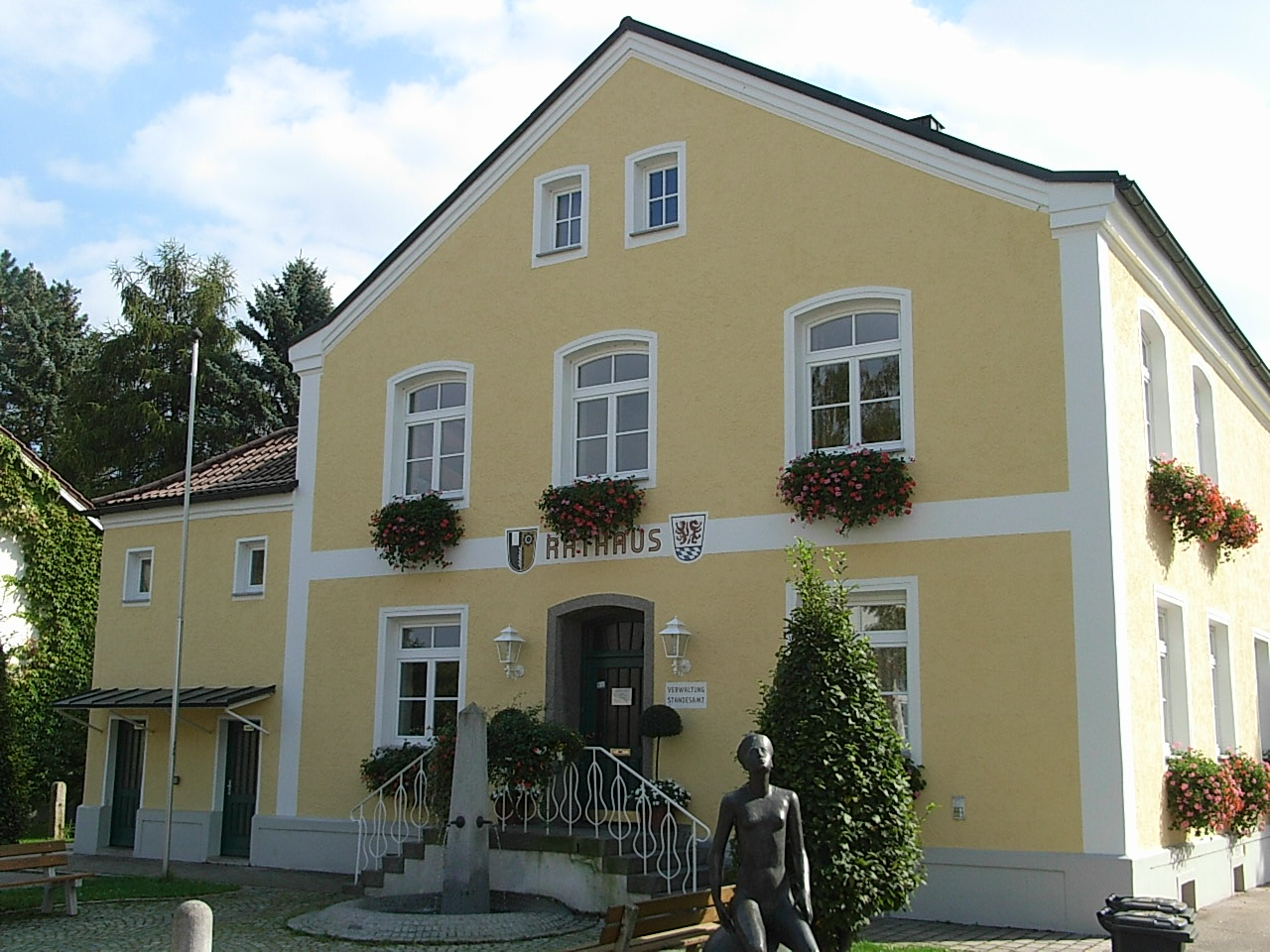
Das Rathaus von Ruhstorf

### Gemeinderat
Die Gemeinderatswahlen seit 2014 ergaben folgende Stimmenanteile und Sitzverteilungen:
| Partei/Liste                                     | 2020  | 2020  | 2014  |
| Partei/Liste                                     | %     | Sitze | Sitze |
| ------------------------------------------------ | ----- | ----- | ----- |
| CSU                                              | 28,87 | 6     | 5     |
| SPD                                              | 10,39 | 2     | 3     |
| FW                                               | 26,11 | 5     | 3     |
| Parteilose Wählergruppe Sulzbach-Eholfing-Eglsee | 12,32 | 2     | 2     |
| Einigkeit Schmidham                              | 12,67 | 3     | 3     |
| Bürgerschaft Hütting                             | 9,64  | 2     | 3     |
| Gesamt                                           | 100   | 20    | 20    |

### Bürgermeister
Erster Bürgermeister ist Andreas Jakob (CSU), der 2014 mit 51,75 % der gültigen Stimmen gewählt und 2020 mit 71,70 % der Simmen im Amt bestätigt wurde. Zweiter Bürgermeister ist Gerhard Kubitschek, dritter Bürgermeister Josef Hopper (Bürgerschaft Hütting).

### Wappen
| Wappen von Ruhstorf an der Rott | Blasonierung: „Gespalten von Schwarz und Gold, vorne ein silberner Ort; hinten ein schwarzes Zahnrad; aus dem unteren Schildrand aufwachsend eine von Silber und Schwarz gespaltene Ähre.“ |
| Wappen von Ruhstorf an der Rott | |

## Bauwerke
- Siebenschläferkirche in Rotthof
- Schloss Kleeberg
- Nikolauskirche in Rottersham

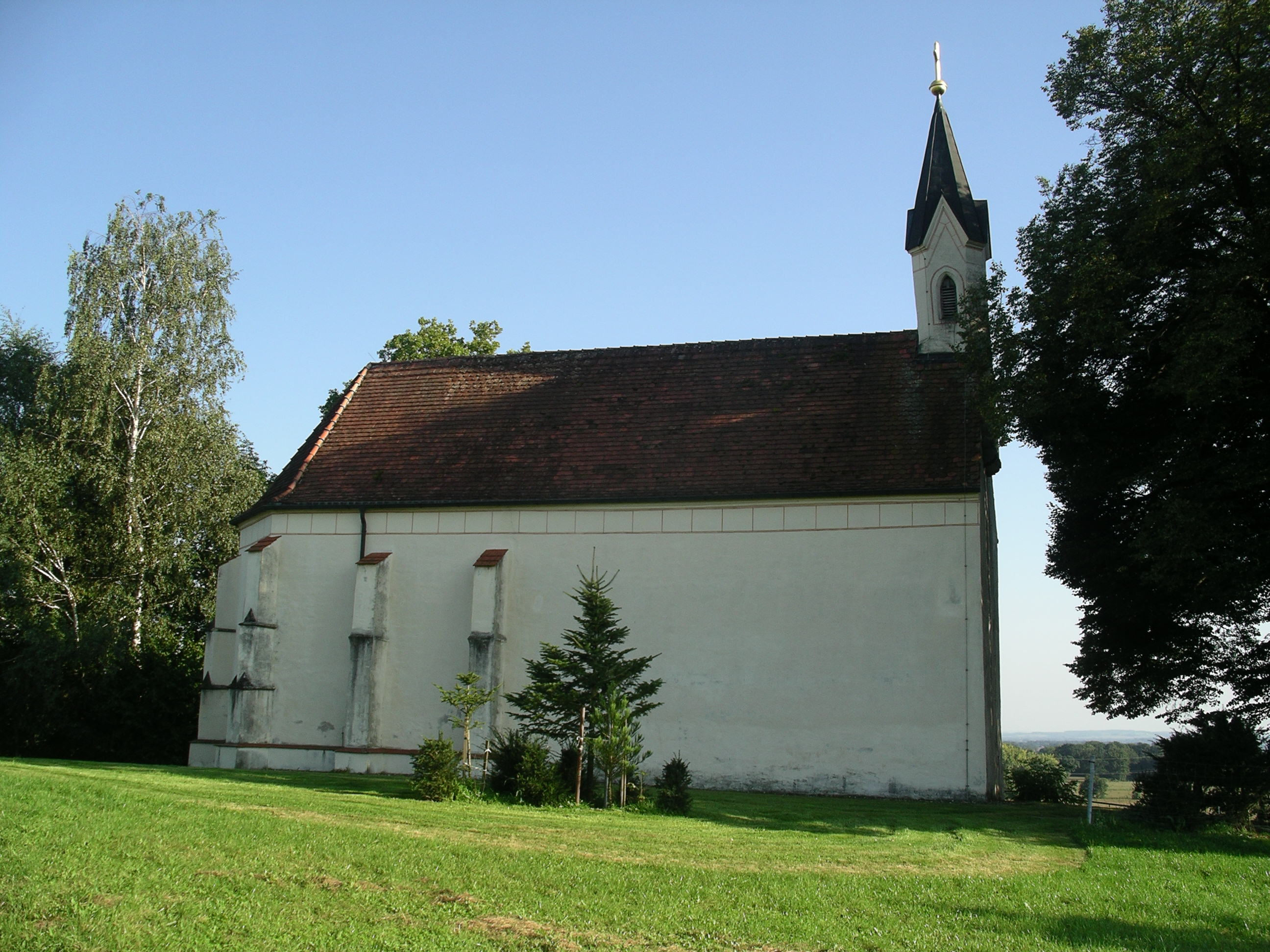
Außenansicht der Nikolauskirche in Rottersham

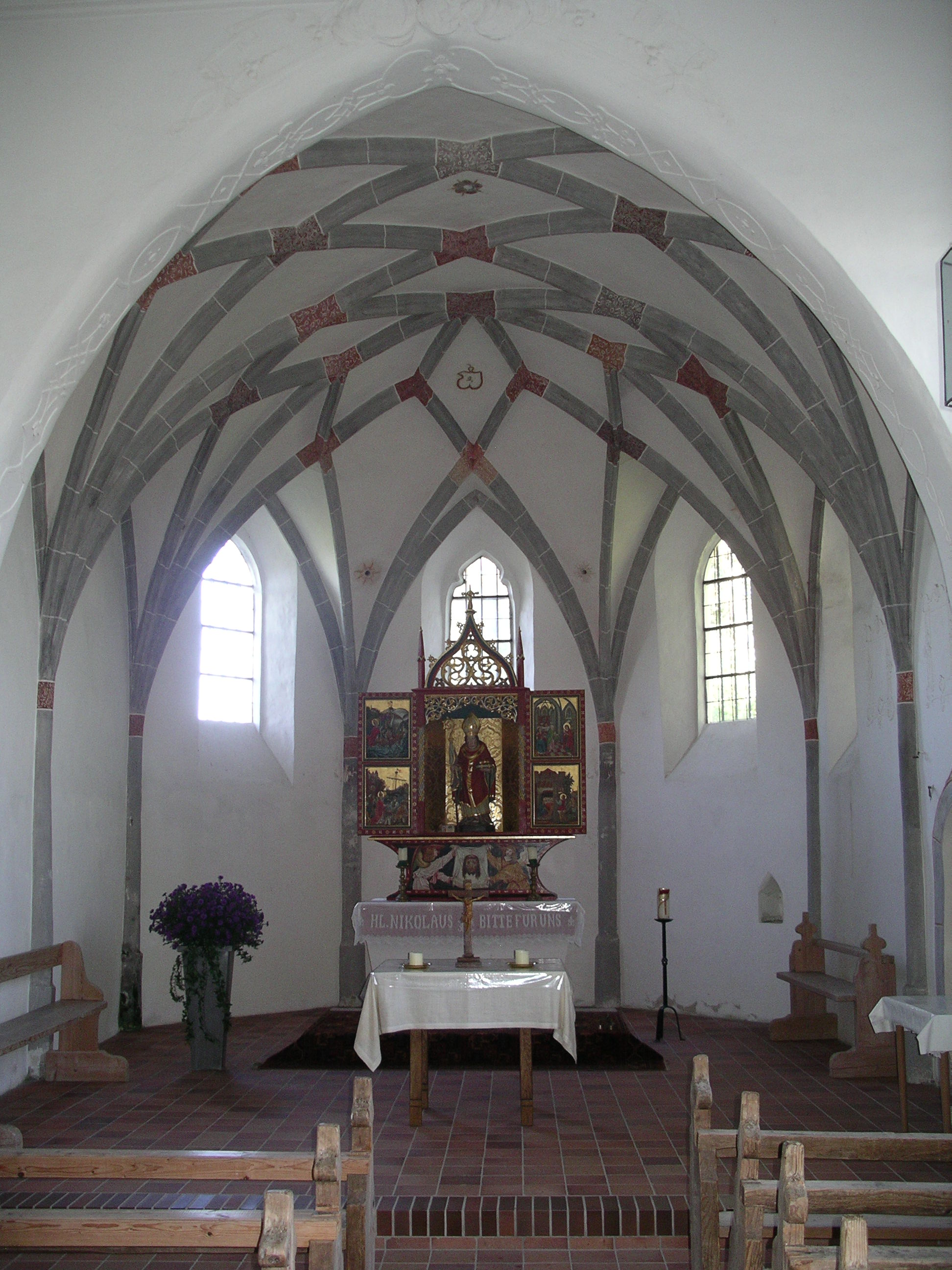
Innenansicht der Nikolauskirche in Rottersham

- Pfarrkirche Christus der König, erbaut 1960 bis 1962 nach Plänen von Hans Schädel
- Nebenkirche Maria Himmelfahrt, erbaut 1772 bis 1785, ehemals Pfarrkirche
- Gruftkapelle der Grafen Tauffkirchen-Kleeberg in Trostling
- Niederbayernhalle, 1971 eingeweiht
- Burgstall Ruhstorf

## Wirtschaft und Infrastruktur

### Verkehr
Ruhstorf an der Rott liegt relativ verkehrsgünstig an der B 388 sowie in unmittelbarer Nähe zur B 12 und zur Bundesautobahn 3 (Ausfahrt Pocking). Nach Passau sind es 22 km, nach Schärding (Oberösterreich) 10 km, nach Simbach am Inn 35 km, nach Pfarrkirchen 20 km und nach Vilshofen an der Donau 30 km. Der Ort besitzt einen eigenen Haltepunkt an der Bahnstrecke Passau–Neumarkt-Sankt Veit, auch Rottalbahn genannt und als längste Nebenbahn in Bayern bekannt.

### Ansässige Unternehmen
Die Wirtschaft der Gemeinde wird vornehmlich von zwei Unternehmen getragen, der Siemens AG  (ehemals Loher GmbH) am westlichen Ortsrand und der Motorenfabrik Hatz im Süden.

## Persönlichkeiten
- Alois Freiherr Weiß von Starkenfels (1847–1895), Heraldiker und Genealoge, Schloss- und Gutsbesitzer von Tettenweis und Kleeberg
- Rudolf Freiherr von Moreau (1910–1939), Test- und Langstreckenpilot, Sohn des Besitzers von Schloss Kleeberg, begraben in der Moreau'schen Grablege in der Friedhofskapelle Hader
- Wolfram Hatz (1929–2012), Unternehmer; Mitbesitzer der Motorenfabrik Hatz
- Sophie von Behr-Negendank (1935–2015), Journalistin, Schriftstellerin, Vorsitzende des Verbandes alleinerziehender Mütter und Väter
- Gerd Sonnleitner (* 1948), deutscher Agrarfunktionär; vormaliger Präsident des Europäischen-, Deutschen- und Bayerischen Bauernverbandes, besitzt in Ruhstorf einen Veredelungsbetrieb
- Mike Hager (* 1974), Radiomoderator, Autor, Sprecher und Comedian